# 후한 순제
한 경종 효순황제 유보(漢 敬宗 孝順皇帝 劉保, 115년 ~ 144년, 재위 125년 ~ 144년)는 후한의 8대 황제이다.
125년부터 144년까지 재위하는 동안 125년부터 이듬해 126년까지 안사황후(安思皇后)가 섭정하였고, 126년부터 132년까지 손정(孫程)이 섭정하였으며, 132년부터 144년까지 친정하였다.
묘호는 좌중랑장(左中郞將) 채옹의 건의로 초평 원년(190년)에 취소되었다.

## 생애
손정을 비롯한 19인의 환관들이 집권자인 염현을 죽이고 폐태자 유보를 황제로 즉위시키니 이가 후한 순제 유보인데 그는 후한 상제 유융과 후한 소제 유의의 5촌 종조카이다.
순제는 환관에 보답하기 위해 19명을 후에 봉하고 양자를 통한 세습제를 허용한다. 이로써 환관의 세력이 강화된다. 이를 견제하기 위해 순제는 양납(梁妠)을 황후로 봉하고 그 오빠인 양기(梁冀)를 등용한다. 양태후가 황후가 되자 양기는 대장군이 되어 전권을 휘두르며 양씨 일족으로 조정을 장악하였다.
그는 즉위 직후 맹상(孟嘗)을 합포현(合浦縣)의 태수(太守)로 임명하였다.

## 가족 관계
- 황후 : 순렬황후 양씨(順烈皇后 梁氏)
- 후궁 : 헌릉귀인 우씨(憲陵貴人 虞氏)
  - 장남 : 한 충제 유병(沖帝 劉炳)
  - 장녀 : 무양장공주 유생(舞陽長公主 劉生)
- 후궁 : 귀인 양씨(貴人 梁氏) - 양황후의 고모
- 후궁 : 귀인 복씨(貴人 伏氏)
- ?
  - 차녀 : 관군장공주 유성남(冠軍長公主 劉成男) - 생모미상
  - 3녀 : 여양장공주 유광(汝陽長公主 劉廣) - 생모미상

## 기년
| 순제        | 원년            | 2년        | 3년        | 4년        | 5년        | 6년        | 7년                 | 8년        | 9년                 | 10년       |
| ----------- | --------------- | ---------- | ---------- | ---------- | ---------- | ---------- | ------------------- | ---------- | ------------------- | ---------- |
| 서력 (西曆) | 126년           | 127년      | 128년      | 129년      | 130년      | 131년      | 132년               | 133년      | 134년               | 135년      |
| 간지 (干支) | 병인(丙寅)      | 정묘(丁卯) | 무진(戊辰) | 기사(己巳) | 경오(庚午) | 신미(辛未) | 임신(壬申)          | 계유(癸酉) | 갑술(甲戌)          | 을해(乙亥) |
| 연호 (年號) | 영건(永建) 원년 | 2년        | 3년        | 4년        | 5년        | 6년        | 7년 양가(陽嘉) 원년 | 2년        | 3년                 | 4년        |
| 순제        | 11년            | 12년       | 13년       | 14년       | 15년       | 16년       | 17년                | 18년       | 19년                |            |
| 서력 (西曆) | 136년           | 137년      | 138년      | 139년      | 140년      | 141년      | 142년               | 143년      | 144년               |            |
| 간지 (干支) | 병자(丙子)      | 정축(丁丑) | 무인(戊寅) | 기묘(己卯) | 경진(庚辰) | 신사(辛巳) | 임오(壬午)          | 계미(癸未) | 갑신(甲申)          |            |
| 연호 (年號) | 영화(永和) 원년 | 2년        | 3년        | 4년        | 5년        | 6년        | 한안(漢安) 원년     | 2년        | 3년 건강(建康) 원년 |            |